# عدد كمي

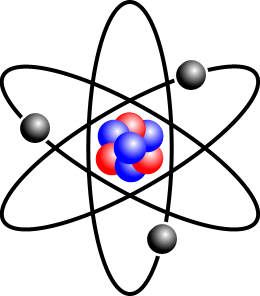

أعداد الكم أربعة أعداد وهي إحداثيات الإلكترون في الذرة، تماماً كما المدينة والحي والشارع والرقم هم عنوان المنزل، فهي أعداد تحدد أحجام الحيز من الفراغ الذي يكون احتمال تواجد الإلكترونات فيه أكبر، كما تحدد طاقة الأوربتالات (مدارات) وأشكالها وإتجاهاتها بالنسبة لمحاور الذرّة في الفراغ، ويلزم لتحديد طاقة الإلكترون في الذرة معرفة قيم الأربعة أعداد الكمية التي تصفه. وهي:
- عدد كم رئيسي n.
- عدد كم مداري (ثانوي) l.
- عدد كم مغناطيسي m.
- عدد كم مغزلي s.

تسمى تلك الرموز المستخدمة لتعريف إحداثيات الإلكترون رموز التعبيرات، وذلك اختصارا لإحداثياته حيث ترسم له مخططات توضيحية لمستويات الطاقة التي يمكن للإلكترون شغلها، كما تبين الانتقالات المسموحة وغير المسموحة له عند القفز من مستوى طاقة إلى مستوى آخر.
| الرمز | الاسم               | القيمة                                                           | المعنى الفيزيائي                             |
| ----- | ------------------- | ---------------------------------------------------------------- | -------------------------------------------- |
| n     | عدد الكم الرئيسي    | {\displaystyle 1,2,3,...\ \rightarrow \ \infty }                 | تحدد المدار الرئيسي للإلكترون وبالتالي طاقته |
| l     | عدد الكم المداري    | {\displaystyle 0,1,2,...\ \rightarrow \ n-1}                     | تحدد شكل المدار                              |
| ml    | عدد الكم المغناطيسي | {\displaystyle -l,-l+1,...\ \rightarrow \ +l}                    | تحدد توجه المدار في الفضاء                   |
| ms    | عدد الكم المغزلي    | بالنسبة للإلكترون إحدى حالتين {\displaystyle \pm {\frac {1}{2}}} | تحدد الحركة المغزلية للإلكترون واتجاهه       |

توضيـــح:
- عدد الكم الرئيسي n يحدد مستوي الطاقة الرئيسي في الذرة الذي يمكن أن يشغله الإلكترون، وهو دائما عدد صحيح،
- عدد الكم المداري l، ويمكن أن يتخذ القيم التالية بالنسبة لعدد الكم الرئيسي: n-1
- عدد الكم المغناطيسي m، يحدد اتجاه العزم المغناطيسي لمدار الإلكترون، ويعتمد على قيمة عدد الكم المداري: {\displaystyle -l,-l+1,...\ \rightarrow \ +l}،
- عدد كم مغزلي، وله قيمتان +1/2 أو -1/2، وله خواص مغناطيسية.

نتجت الأعداد الثلاثة الأولى من الحل الرياضي لمعادلة شرودنجر لذرة الهيدروجين، وهي تبين موقع مدار الإلكترون في الذرة واتجاه المدار وإتجاه مغناطيسيته. تلك الأعداد الكمومية ترمز إلى حالات يمكن ان يتخذها الإلكترون في الذرة، تسمى مستويات طاقة. وعندما يقفز الإلكترون من مستوى طاقة عالي إلى مستوى منخفض فهو يصدر شعاعاً ضوئياً يحمل فرق الطاقة بين المستويين، بينما العدد الرابع يبين دوران الإلكترون حول محوره في الذرة ويكمل وصف إحداثيات الإلكترونات في مداراتها حول النواة.
تترابط كمية الحركة المدارية للإلكترون مع كمية حركته المغزلية، فيما يسمى ترابط مغزلي مداري، وينتج عنهما كمية حركة كلية للإلكترون يرمز له بالحرف J حيث يكون J=L+S 

## الإلكترون في ذرة الهيدروجين
تمثل ميكانيكا الكم الإلكترون وحالات طاقته في أبسط الذرات وهي ذرة الهيدروجين بدالة موجية وهي تتميز بالأربعة أعداد كمومية المذكورة:
{\displaystyle \psi _{n\,l\,m_{l}\,m_{s}}({\vec {r}},t)}
هذه الدالة تعتمد على الموضع r والزمن t، وتمثل سلوك الإلكترون حول النواة، ونحصل عليها من معادلة شرودنجر التي تصف النظام الذري لذرة الهيدروجين (أنظر ذرة الهيدروجين).
استخدم ولفجانج باولي تلك المجموعة من أعداد الكم لأول مرة في عام 1924. وكل أربعة منها تمثل إحدى حالات الإلكترون في الذرة. وعن طريقها توصل إلى صياغة للمبدأ المعروفة باسمه، وهو مبدأ استبعاد باولي الذي ينص على:
«لا يمكن لإلكترونين في الذرة أن تكون لهما نفس الأربعة اعداد كمومية».

### عدد كم رئيسي
يصف عدد الكم الرئيسي
{\displaystyle \,n} الغلاف الذي يوجد فيه الإلكترون في الذرة، وهو عدد صحيح أكبر من الصفر:
{\displaystyle \,n=1,\,2\,,3\,\ldots }
تسمى تلك الأغلفة بحسب ترتيبها K,L,M... إلخ. تحسب معادلة شرودنجر طاقة الإلكترون في ذرة الهيدروجين، حيث يدور الإلكترون حول النواة (بروتون) واقعا تحت تـأثير مجالها الكهربي الكولومي، وتحدد طاقته:

{\displaystyle E_{n}=-{\frac {me^{4}}{8\varepsilon _{0}^{2}h^{2}}}\cdot {\frac {1}{n^{2}}}=-E_{\mathrm {R} }{\frac {1}{n^{2}}}}
حيث:
طاقة ريدبرغ {\displaystyle E_{\mathrm {R} }\approx 13{,}6\,\mathrm {eV} }
بزيادة {\displaystyle \,n} تزداد إثارة الذرة، أي يتخذ الإلكترون مستوى أعلى للطاقة في الذرة. وعندما تكون {\displaystyle \,n} كبيرة، فتسمى «ذرة ريدبرج».

### عدد كم مداري
يميز عدد الكم المداري أو عدد الكم الثانوي {\displaystyle l} شكل مدار الإلكترون في الذرة. يمكن لعدد الكم المداري اتخاذ أي عدد أقل من {\displaystyle n}:
{\displaystyle l=0,\,1,\,2\,\,\ldots <n}
يطلق عليه التسمية «عدد كم العزم الزاوي»، حيث تكون «القيمة الذاتية» {\displaystyle l(l+1)\hbar ^{2}}
مساوية لمربع مؤثر العزم الزاوي
{\displaystyle {\hat {{\vec {l}}^{2}}}}.
في الكتب والبحوث العلمية يرمز للحالات {\displaystyle l} بحروف كتابية، ناتجة عن ترميز تاريخي فديم لخطوط طيف الهيدروجين، كالآتي:
- s ل {\displaystyle l=0} (مثل: الحالة- s)
- p ل {\displaystyle l=1}
- d ل {\displaystyle l=2}
- f ل {\displaystyle l=3}
- g ل {\displaystyle l=4}

... وهكذا
كما تستخدم تلك الحروف لتمييز الموجات الجزئية في الفيزياء النظرية عند دراسة التشتت، ودراسة التفاعلات النووية وغيرها.

### عدد كم مغناطيسية الزخم المداري
عدد الكم المغناطيسي ناتج عن العزم المداري للإلكترون في الذرة، ويرمز له بالرمز
{\displaystyle \,m_{l}}
وهو يصف إتجاه مدار العزم المداري للإلكترون، فهو يعطي المُركِبة في الإتجاه z بوحدات ثابت بلانك المخفض {\displaystyle \hbar }. وتلك الُمركِبة لا يمكن أن تزيد عن «عدد الكم الثانوي»
{\displaystyle \,l}، ويمكن أن يأخذ قيماً سالبة.
{\displaystyle m_{l}={\frac {L_{z}}{\hbar }}=-l,\,-(l-1),\,\ldots \,,(l-1),\,l.}
وهي تسمى «عدد كم مغناطيسي» لأنها تعطي الإلكترون طاقة وضع إضافية عند تسليط مجال مغناطيسي عليه من الخارج في الإتجاه z (وهذا هو تأثير زيمان).
من خلال حركة الإلكترون ينشأ عزم مغناطيسي، وتبعاً لأكبر قيمة للمُركِبة المغناطيسية {\displaystyle \,m_{l}=\pm l} في الإتجاه z يكون العزم المداري للإلكترون إما موازياً أو معكوساً بالنسبة لإتجاه المجال المغناطيسي الخارجي، وبالتالي يكتسب الإلكترون أعلى طاقة (في حالة التوازي)، أو أقل طاقة (في الحالة التعاكس)، وعندما تكون {\displaystyle \,m_{l}=0} تصبح المُركِبة z للعزم المداري مساوية للصفر، ولا يكون لها تأثير على طاقة الإلكترون.
أنظر أيضا كمومية الاتجاه.

### عدد الكم المغزلي
حيث يحدد متجه اللف المغزلي {\displaystyle {\vec {s}}} للإلكترون عدد الكم المغزلي له:
{\displaystyle s={\tfrac {1}{2}}}
فيمكن لمركبته في الاتجاه z أن تتخذ قيمتين وحيدتين:
{\displaystyle s_{z}=\pm {\tfrac {1}{2}}\hbar .}
ومرتبط بها عدد كم مغزلي مغناطيسي {\displaystyle m_{s}}، الذي يحدد اتجاه عزمه المغناطيسي بالنسبة للاتجاه z (موازيا لاتجاه المجال المغناطيسي الخارجي أو في عكس اتجاهه):
{\displaystyle m_{s}={\frac {s_{z}}{\hbar }}=\pm {\tfrac {1}{2}}}
حيث:{\displaystyle \hbar .}
ثابت بلانك المخفض.

## اقرأ أيضا
- كم (فيزياء)
- ايزوسبين
- رمز تعبير
- مخطط عبارات
- عدد كم مداري
- خطوط طيف الهيدروجين
- ذرة الهيدروجين